# Teruel
Teruel ist die Hauptstadt der gleichnamigen Provinz in der autonomen Region Aragonien im östlichen Zentrum von Spanien und hat 36.713 Einwohnern (Stand: 2024). Sie ist eines der wenigen städtischen Zentren in der insgesamt bevölkerungsschwachen Serranía Celtibérica. Das einzigartige Ensemble der Mudéjar-Architektur in Teruel wurde im Jahr 1986 zum Weltkulturerbe der UNESCO erklärt. Die Stadt liegt am Camino del Cid. Die Einwohner werden Turolenses genannt.

## Lage und Klima
Teruel liegt am Zusammenfluss des Río Guadalaviar und des Río Alfambra; danach heißt der Fluss Turia. Die Stadt liegt in ca. 915 bis 930 m Höhe und ist gut 300 km (Fahrtstrecke) in östlicher Richtung von Madrid entfernt. Das Klima ist gemäßigt bis warm; Regen (ca. 415 mm/Jahr) fällt übers Jahr verteilt.

## Bevölkerungsentwicklung
| Jahr      | 1857  | 1900   | 1950   | 2000   | 2024   |
| Einwohner | 9.509 | 10.797 | 18.745 | 30.491 | 36.713 |

Die Mechanisierung der Landwirtschaft sowie die Aufgabe bäuerlicher Kleinbetriebe und der daraus resultierende Verlust an Arbeitsplätzen haben seit Beginn des 19. Jahrhunderts zu einer Landflucht und zu einem deutlichen Bevölkerungswachstum der Stadt geführt. In den 1970er Jahren wurden überdies mehrere Orte im Umland (Aldehuela, Campillo, Castralvo, Caudé, Tortajada, Valdecebros und Villalba Baja) eingemeindet.

## Wirtschaft
Teruel war und ist das merkantile, handwerkliche und dienstleistungsmäßige Zentrum einer Vielzahl von vorrangig landwirtschaftlich orientierten Dörfern und Gemeinden im Umland. Früher spielten auch der Abbau von Kohle und Tonerden eine gewisse Rolle; in der Umgebung gibt es mehrere Kraftwerke. Der Tourismus spielt nur eine untergeordnete Rolle.

### Flugzeugfriedhof
Der Flughafen Teruel dient primär als Flugzeugfriedhof und ist aufgrund seiner günstigen Mietkosten und günstiger klimatischer Bedingungen ein stark nachgefragter Standort zum Abstellen von temporär nicht benötigten europäischen Flugzeugen, etwa in Krisenzeiten. Auch das Zerlegen und Verwerten von letztlich nicht mehr benötigten und zu unwirtschaftlich gewordenen Flugzeugen, der Verkauf und Versand von Ersatzteilen sowie die Verschrottung von ausgedienten Flugzeugen finden sich in der Nachbarschaft des Flughafens. Passagierverkehr findet nicht statt. Auch das von der Bundesregierung ausgemusterte Regierungsflugzeug vom Typ Airbus A340, die „Konrad Adenauer“, wird – nachdem die Lufthansa Technik diese im März 2024 erworben hatte – zur weiteren Verwertung nach Teruel verbracht.

## Geschichte
Die Gegend um Teruel ist seit den Zeiten der Iberer besiedelt und wurde später von den Römern besetzt; aus dieser Zeit sind die Ortsnamen Turba und Turboleta überliefert. Von den Westgoten sind keine Spuren erhalten. Im 8. Jahrhundert drangen die arabisch-maurischen Heere bis weit in den Norden der Iberischen Halbinsel vor. Wahrscheinlich unter König Alfonso II. wurde die Region im Jahr 1171 christlich. Für seine Teilnahme an mehreren Kriegen zwischen den Königreichen Kastilien und Aragón erhielt Teruel im Jahr 1347 die Stadtrechte.
Während des Spanischen Bürgerkrieges, in dem auch Teruel heftig umkämpft war, traten u. a. aus Barcelona herangeführte Internationale Brigaden in die Kämpfe ein. Die Stadt wechselte mehrfach den Besitzer, wodurch sie praktisch vollständig zerstört wurde, bis General José Enrique Varela sie vom Río Alfambra aus eroberte. In der Schlacht von Teruel wurde das deutsche Junkers-Ju-87-Sturzkampfflugzeug erstmals eingesetzt. Nach der endgültigen Eroberung am 22. Februar 1938 durch Francos Truppen nutzte die Legion Condor auch kurzfristig den nördlich in Caudé gelegenen Flugplatz.

## Sehenswürdigkeiten

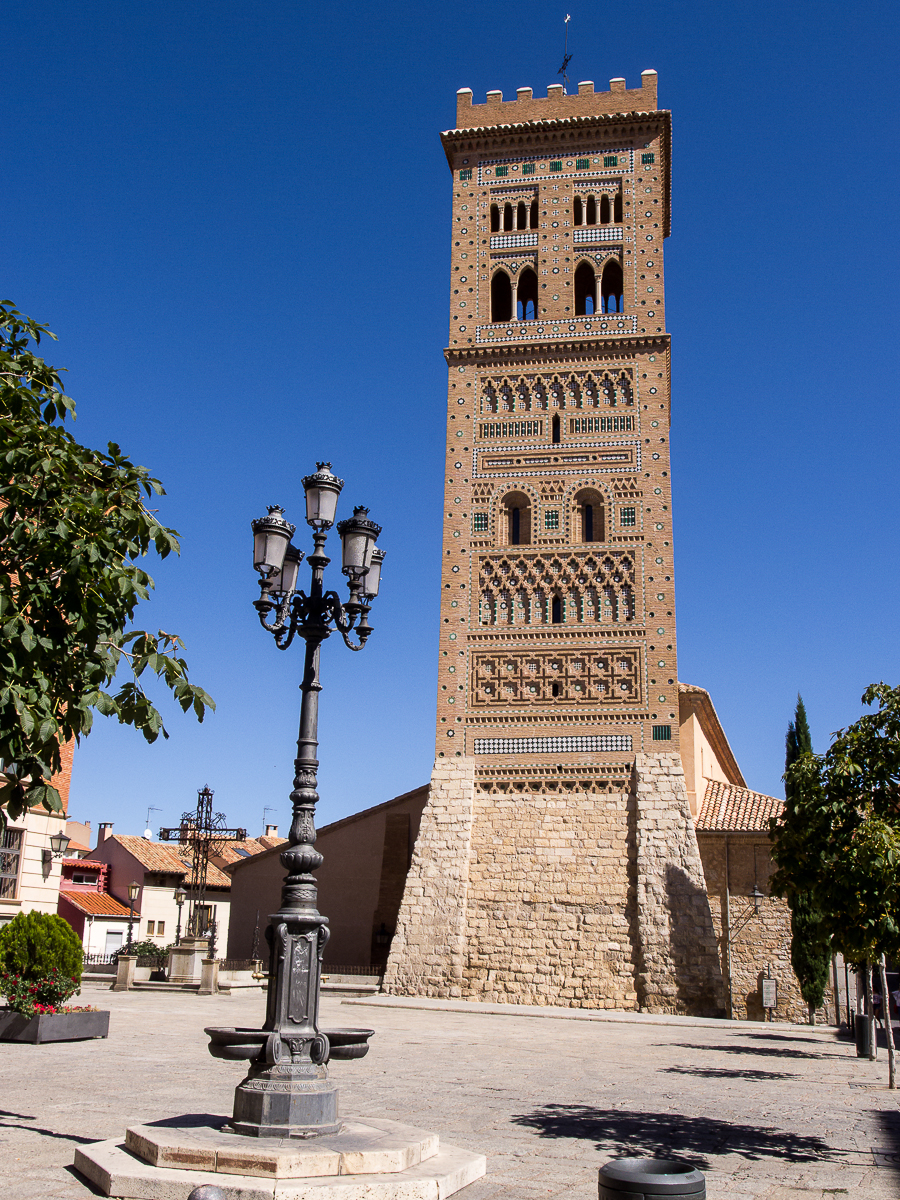
Teruel – Mudéjar-Turm der Kirche San Martín

- Neben den Mudéjar-Bauwerken, zu denen die Kathedrale Santa Maria und die Türme der Kirchen El Salvador, San Martín und San Pedro zählen, gehört auch das Mausoleum Los amantes de Teruel, das paläontologische Zentrum Dinópolis mit einer vielfältigen Fauna zu den touristischen Attraktionen der Stadt.
- Das Museo de Teruel befindet sich in der Casa de la Comunidad in der Nähe der Kathedrale. Es präsentiert sowohl archäologische als auch ethnographische Exponate aus der Stadt selbst und ihrer Umgebung.
- Am 7. Juli wird jährlich Teruels Patronatsfest mit charakteristischer Musik (Charanges), nächtlichen Tänzen und Stieren, die durch das Stadtzentrum getrieben werden, gefeiert. Teruel ist für seinen luftgetrockneten Schinken, seinen jamón serrano, berühmt.

Umgebung
- An der A-23, ca. 10 km nordwestlich von Teruel, befindet sich seit 2013 ein Flugzeugfriedhof. Die Abstellflächen des Aeropuerto Teruel werden für vorübergehend stillgelegte oder ausrangierte Flugzeuge genutzt.

## Söhne und Töchter der Stadt
- Clemens VIII. (Gegenpapst) (1369–1446), Gegenpapst, nach seinem Rücktritt, seit 1429, legitimer Bischof von Palma de Mallorca
- Pascual Liñán (1775–1855), Offizier
- Segundo de Chomón (1871–1929), Filmpionier
- Gregorio Jover (1891–1964), Anarchist
- Antón García Abril (1933–2021), Komponist
- Enrique de la Mata Gorostizaga (1933 – 1987), Rechtsanwalt, Politiker und Diplomat
- Javier Navarrete (* 1956), Komponist
- Luis Milla (* 1966), Fußballspieler und -trainer
- Javier Sierra (* 1971), Journalist und Schriftsteller
- David Civera (* 1979), Popsänger

## Städtepartnerschaften
Teruel hat folgende Partnerstädte: 
| Stadt                | Land                       | seit | Typ               |
| -------------------- | -------------------------- | ---- | ----------------- |
| Alba                 | Piemont, Italien           | 1986 | Partnerstadt      |
| Albi                 | Okzitanien, Frankreich     | 1970 | Partnerstadt      |
| Hameln               | Niedersachsen, Deutschland | 1993 | Partnerstadt      |
| Kamjanez-Podilskyj   | Chmelnyzkyj, Ukraine       |      |                   |
| Lubliniec            | Schlesien, Polen           | 2008 | Absichtsprotokoll |
| San Pedro de Colalao | Trancas, Argentinien       | 1990 | Partnerstadt      |